# هاري ولف
هاري ولف (بالإنجليزية: Harry Wolfe)‏ هو لاعب كرة قاعدة أمريكي، ولد في 24 نوفمبر 1892 في ورسستر في الولايات المتحدة، وتوفي في 28 يوليو 1971 في فورت واين في الولايات المتحدة.

## وصلات خارجية
- هاري ولف على موقعبيزبول رفرنس.كوم (الدوري الرئيسي) (الإنجليزية)
- هاري ولف على موقعبيزبول رفرنس.كوم (الدوري الثانوي) (الإنجليزية)